# نايجل ديك
نايجل ديك (بالإنجليزية: Nigel Dick)‏ هو موسيقي ومخرج بريطاني، ولد في 21 مارس 1953 في Catterick, North Yorkshire ‏ في المملكة المتحدة.

## وصلات خارجية
- نايجل ديك على موقع IMDb (الإنجليزية)
- نايجل ديك على موقع ألو سيني (الفرنسية)
- نايجل ديك على موقع ميوزك برينز (الإنجليزية)
- نايجل ديك على موقع أول موفي (الإنجليزية)
- نايجل ديك على موقع ديسكوغز (الإنجليزية)
- نايجل ديك على موقع قاعدة بيانات الفيلم (الإنجليزية)
- نايجل ديك على موقع كينوبويسك (الروسية)